# Verwaltungsgliederung der Region Primorje

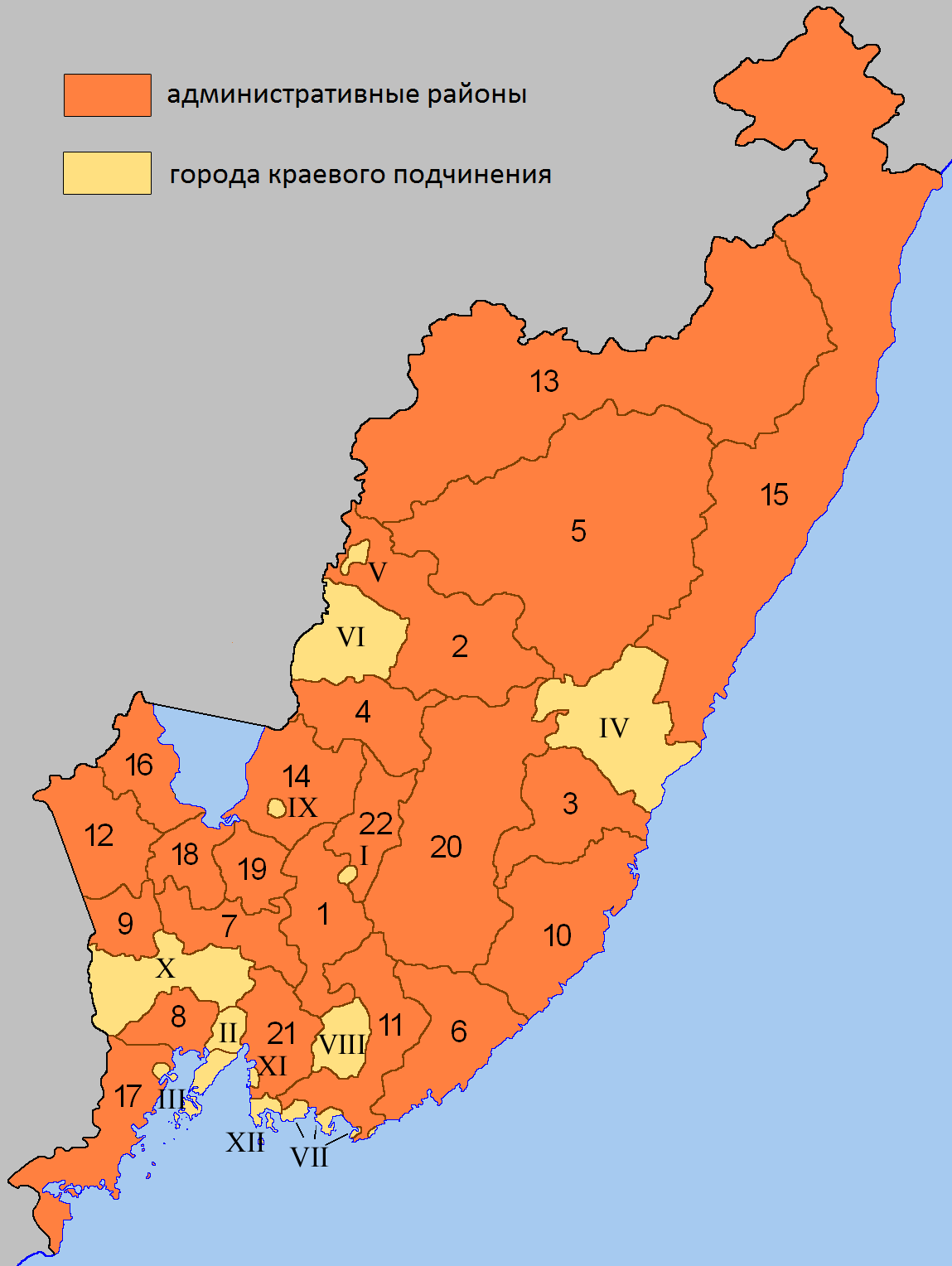
Verwaltungsgliederung der Region Primorje
(orange: Rajons; gelb: Stadtkreise)

Die Region Primorje im Föderationskreis Ferner Osten der Russischen Föderation gliedert sich in 22 Rajons und 12 Stadtkreise. Den Rajons sind insgesamt 28 Stadt- und 117 Landgemeinden unterstellt (Stand: 2010).

## Stadtkreise
| [ 1 ] | Stadtkreis      | Einwohner | Fläche (km²) | Bevölkerungs- dichte (Ew./km²) | Stadt- bevölkerung | Land- bevölkerung | Weitere Orte    | Anzahl städtischer Siedlungen | Anzahl ländlicher Siedlungen |
| ----- | --------------- | --------- | ------------ | ------------------------------ | ------------------ | ----------------- | --------------- | ----------------------------- | ---------------------------- |
| I     | Arsenjew        | 57.171    | 39,4         | 1451                           | 57.171             | –                 |                 | 1                             | –                            |
| II    | Artjom          | 111.206   | 506,4        | 220                            | 101.762            | 9.444             |                 | 1                             | 5                            |
| XI    | Bolschoi Kamen  | 39.340    | 119,8        | 328                            | 38.071             | 1.269             |                 | 1                             | 2                            |
| IV    | Dalnegorsk      | 46.967    | 5.324,3      | 9                              | 38.078             | 8.889             |                 | 1                             | 7                            |
| V     | Dalneretschensk | 31.638    | 108,5        | 292                            | 27.689             | 3.949             |                 | 1                             | 4                            |
| XII   | Fokino          | 33.909    | 259,0        | 131                            | 33.909             | –                 | Dunai, Putjatin | 3                             | –                            |
| VI    | Lessosawodsk    | 50.251    | 3.063,7      | 16                             | 40.959             | 9.292             |                 | 1                             | 21                           |
| VII   | Nachodka        | 166.602   | 325,9        | 511                            | 165.675            | 927               |                 | 1                             | 3                            |
| VIII  | Partisansk      | 49.376    | 1.288,6      | 38                             | 40.473             | 8.903             |                 | 1                             | 11                           |
| IX    | Spassk-Dalni    | 45.265    | 46,6         | 971                            | 45.265             | –                 |                 | 1                             | –                            |
| X     | Ussurijsk       | 179.512   | 3.625,5      | 50                             | 152.931            | 26.581            |                 | 1                             | 38                           |
| III   | Wladiwostok     | 604.826   | 561,5        | 1077                           | 578.213            | 26.613            |                 | 1                             | 5                            |

## Rajons
| [ 1 ] | Rajon           | Einwohner | Fläche (km²) | Bevölkerungs- dichte (Ew./km²) | Stadt- bevölkerung | Land- bevölkerung | Verwaltungssitz           | Weitere Orte                                      | Anzahl Stadt- gemeinden | Anzahl Land- gemeinden |
| ----- | --------------- | --------- | ------------ | ------------------------------ | ------------------ | ----------------- | ------------------------- | ------------------------------------------------- | ----------------------- | ---------------------- |
| 1     | Anutschino      | 16.160    | 3.796        | 4,3                            | –                  | 16.160            | Anutschino                |                                                   | –                       | 4                      |
| 16    | Chankaiski      | 26.830    | 2.689        | 10,0                           | –                  | 26.830            | Kamen-Rybolow             |                                                   | –                       | 7                      |
| 17    | Chassan         | 35.610    | 4.130        | 8,6                            | 26.706             | 8.904             | Slawjanka                 | Chassan, Kraskino, Possjet, Primorski, Sarubino   | 6                       | 2                      |
| 18    | Chorol          | 32.221    | 1.969        | 16,4                           | 9.567              | 22.654            | Chorol                    | Jaroslawski                                       | 1                       | 5                      |
| 2     | Dalneretschensk | 12.839    | 7.236        | 1,8                            | –                  | 12.839            | Dalneretschensk           |                                                   | –                       | 6                      |
| 22    | Jakowlewka      | 16.656    | 2.400        | 6,9                            | –                  | 16.656            | Jakowlewka                |                                                   | –                       | 5                      |
| 3     | Kawalerowo      | 28.278    | 4.215        | 6,7                            | 26.661             | 1.617             | Kawalerowo                | Chrustalny, Gornoretschenski, Rudny, Wyssokogorsk | 5                       | 2                      |
| 4     | Kirowski        | 23.109    | 3.484        | 6,6                            | 14.404             | 8.705             | Kirowski                  | Gorny, Gornyje Kljutschi                          | 3                       | 3                      |
| 5     | Krasnoarmeiski  | 20.172    | 20.603       | 1,0                            | 3.982              | 16.190            | Nowopokrowka              | Wostok                                            | 1                       | 9                      |
| 6     | Lasowski        | 16.054    | 4.692        | 3,4                            | 8.438              | 7.616             | Laso                      | Preobraschenije                                   | 1                       | 4                      |
| 7     | Michailowka     | 37.037    | 2.741        | 13,5                           | 8.345              | 28.692            | Michailowka               | Nowoschachtinski                                  | 1                       | 6                      |
| 8     | Nadeschdinski   | 39.317    | 1.596        | 24,6                           | –                  | 39.317            | Wolno-Nadeschdinskoje     |                                                   | –                       | 3                      |
| 9     | Oktjabrski      | 31.094    | 1.633        | 19,0                           | 6.055              | 25.039            | Pokrowka                  | Lipowzy                                           | 1                       | 3                      |
| 10    | Olga            | 11.469    | 6.416        | 1,8                            | 4.288              | 7.181             | Olga                      |                                                   | 1                       | 6                      |
| 11    | Partisansk      | 30.564    | 4.254        | 7,2                            | –                  | 30.564            | Wladimiro-Alexandrowskoje |                                                   | –                       | 6                      |
| 12    | Pogranitschny   | 25.486    | 3.750        | 6,8                            | 11.829             | 13.657            | Pogranitschny             |                                                   | 1                       | 3                      |
| 13    | Poscharskoje    | 32.928    | 22.570       | 1,5                            | 21.827             | 11.101            | Lutschegorsk              |                                                   | 1                       | 9                      |
| 21    | Schkotowo       | 25.333    | 2.665        | 9,5                            | 12.326             | 13.007            | Smoljaninowo              | Schkotowo                                         | 2                       | 5                      |
| 14    | Spassk          | 30.777    | 4.206        | 7,3                            | –                  | 30.777            | Spassk-Dalni              |                                                   | –                       | 10                     |
| 15    | Ternei          | 13.940    | 27.102       | 0,5                            | 10.994             | 2.946             | Ternei                    | Plastun, Swetlaja                                 | 3                       | 7                      |
| 19    | Tschernigowka   | 34.816    | 1.840        | 18,9                           | 8.588              | 26.228            | Tschernigowka             | Sibirzewo                                         | 1                       | 4                      |
| 20    | Tschugujewka    | 25.217    | 12.347       | 2,0                            | –                  | 25.217            | Tschugujewka              |                                                   | –                       | 8                      |

Anmerkungen:
1. 1 2  Nummer des Rajons in der Karte (in alphabetischer Reihenfolge der Rajonnamen im Russischen)
2. 1 2  Einwohnerzahlen vom 1. Januar 2010 (Berechnung)
3. ↑  Siedlungen städtischen Typs
4. 1 2  SATO („Geschlossene Stadt“)
5. ↑  Siedlungen städtischen Typs bzw. Stadtgemeinden
6. 1 2  Stadt gehört nicht zum Rajon, sondern bildet eigenständigen Stadtkreis; Einwohnerzahl der Stadt nicht bei der Berechnung der Bevölkerungsdichte berücksichtigt